# Ghita Nørby
Ghita Nørby, née à Copenhague (Danemark) le 11 janvier 1935, est une actrice danoise, très active au cinéma en Suède. C'est une des actrices danoises les plus actives et les plus réputées de la seconde moitié du XXe siècle et du début du XXIe siècle.

## Biographie
Ghita Nørby est née en 1935 à Copenhague, fille d'un chanteur d'opéra, Einar Nørby (da) et d'une pianiste. Elle entre à 19 ans au Théâtre royal danois (Det Kongelige Teater) et y étudie deux ans.
Elle commence à jouer comme comédienne à partir de 1955, au théâtre, puis au cinéma et dans des séries télévisées. Elle se voit confier dans un premier temps des rôles de jeune femme naïve et d'ingénue, avec son air innocent. Puis ces rôles évoluent. En 1960, elle est Jo dans En duft af honning [Un goût de miel], de Shelagh Delaney. En 1962, elle est Ondine dans la pièce éponyme de Jean Giraudoux. En 1965, elle est la vieille dans Les Chaises, d'Eugène Ionesco. En 1973, elle joue le rôle de Célimène dans Le Misanthrope de Molière, une pièce mise en scène par Ingmar Bergman au Théâtre royal danois, etc..   
En 2002, un réalisateur allemand, Wilfried Hauke, réalise un documentaire, Schwestern im Leben/Livets Söstre, sur trois actrices scandinaves de la même génération,  la Danoise Ghita Nørby, la Suédoise Bibi Andersson et la Norvégienne Liv Ullmann, évoquant ensemble des moments-clés de leur parcours. « Qu'as-tu fait de toutes les douleurs de la vie ? », y demande Bibi Andersson à Ghita Nørby. « La mort m'a frôlée. J'ai eu honte d'avoir un cancer [...]. Je me suis trouvée minable à en être désespérée. Mais, au moment où j'ai touché le fond, l'angoisse m'a quittée », répond-elle.

## Interprétations (sélection)

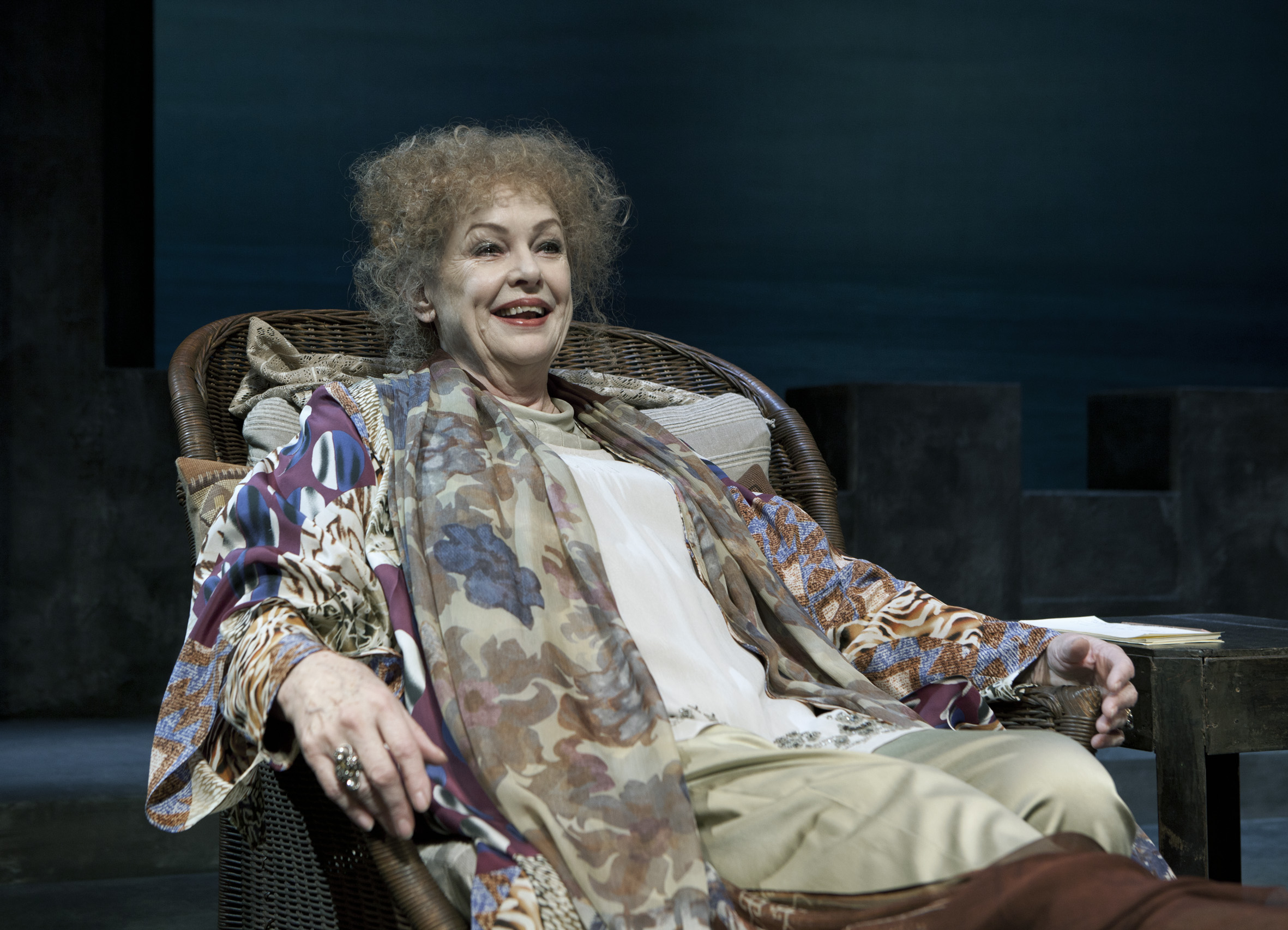
Ghita Nørby interprètant en 2013 le rôle de Sarah Bernhardt dans une pièce, Sarah, consacrée à cette actrice

### Théâtre
- 1960 : En duft af honning [Un goût de miel], de Shelagh Delaney, Jo.
- 1962 : Ondine , de Jean Giraudoux, Ondine.
- 1965 : Les Chaises , de Eugène Ionesco, la Vieille.
- 1969 : Cabaret , de Joe Masteroff, Sally Bowles.
- 1973 : Le Misanthrope de Molière, Célimène.
- 1973 : La Tempête de William Shakespeare, Ariel.
- 1973 : Qui a peur de Virginia Woolf ? de Edward Albee, Martha.
- 1981 : Oh les beaux jours de Samuel Beckett, Winnie.
- 1986 : Marie Stuart de Friedrich von Schiller, Élisabeth Ire.
- 1988 : La Maison de Bernarda Alba de Federico García Lorca, Bernarda.
- 1988 : Les Revenants d'Henrik Ibsen, Alvig.

### Cinéma
- 1962 : Oskar
- 1987 : Le Festin de Babette
- 1989 : Notre dernière valse
- 1992 : Les Meilleures Intentions
- 1996 : Hamsun
- 1997 : Sekten de Susanne Bier
- 2000 : Gloups ! je suis un poisson : tante Anna (doublage)
- 2001 : Grev Axel de Søren Fauli
- 2008 : Det som ingen ved (da) : Ingrid Deleuran
- 2008 : Instants éternels (Maria Larssons eviga ögonblick) : Miss Fagerdal
- 2008 : Gud, lukt och henne (sv)
- 2009 : Original (en) : Harriet
- 2009 : De vilde svaner (da) : Fatamorgana/Den gamle kone
- 2009 : Julefrokosten (da) : Gerda
- 2010 : The Passport : la femme folle
- 2011 : Mennesker i solen (sv) : Fru Sørensen
- 2012 : Kustoden (da) : Kirsten
- 2014 : Jauja : la femme dans la cave
- 2014 : Stille hjerte : Esther
- 2015 : La Chambre d'en face (Nøgle hus spejl (da)) : Lily
- 2018 : Before the Frost : Agnes
- 2022 : Toscana : Inge
- 2023 : Rose, petite fée des fleurs : The Stone Troll

### Télévision
- 1974 : Le Misanthrope (téléfilm)
- 1978-1981 : Matador (série télévisée)
- 1994-1997 : L'Hôpital et ses fantômes
- 2022 : L'Hôpital et ses fantômes : Exodus : Rigmor Mortensen

## Prix et distinctions
- Guldbagge Awards :
  - 1992 : nomination au Guldbagge Award de la meilleure actrice pour son rôle dans Freud flyttar hemifrån... (Freud's Leaving Home (en), 1991).
  - 1997 : Guldbagge Award de la meilleure actrice pour son rôle dans Hamsun (1996)
  - 2006 : Guldbaggede la meilleure actrice de soutien pour Fyra veckor i juni (sv) (2005)
- 1993 : Robert de la meilleure actrice dans un second rôle pour Sofie
- 2004 : Robert de la meilleure actrice dans un second rôle pour The Inheritance
- FIPA d'or pour son interprétation dans la série télévisée norvégienne Halvbroren (no).
- Médaille Ingenio et Arti en 2006.

## Voix françaises
- Frédérique Cantrel dans Toscana (2022)